# EPHEC
 (janvier 2024).
 (janvier 2024).
L'École pratique des hautes études commerciales (EPHEC) est un institut d'enseignement supérieur belge francophone regroupant une haute école ainsi qu'une école de promotion sociale. L'EPHEC organise des formations de type court (bacheliers), de type long (masters) et des spécialisations. L'EPHEC est subventionnée par la Communauté française de Belgique.

## 6 campus
L'EPHEC propose des cursus en plein exercice (cours du jour) et en promotion sociale (cours du soir) sur six campus :
- Campus Woluwe (sur le campus UCLouvain Bruxelles Woluwe : Av. Konrad Adenauer à Woluwe-Saint-Lambert)
- Campus Louvain-la-Neuve (Av. du Ciseau 15 à Ottignies-Louvain-la-Neuve)
- Campus Lambermont (Bd Lambermont 17 à Schaerbeek)
- Campus Delta (Bd du Triomphe 173 à Auderghem)
- Campus Galileo (Rue Royale 336 à Schaerbeek)
- Campus Schuman-Europe (Av. d'Auderghem 77 à Etterbeek)

## La haute école
La Haute École EPHEC organise un enseignement supérieur de type court en plein exercice organisé en quatre grands secteurs de formation,.

### EPHEC Business
- Bachelier Assistant de Direction
- Bachelier Comptabilité
- Bachelier Droit
- Bachelier e-Business
- Bachelier International Business
- Bachelier Management du Tourisme et des Loisirs
- Bachelier Marketing
- Bachelier de spécialisation en Business Data Analysis
- Bachelier de spécialisation en Digital Integrated Supply Chain
- Master en Expertise Comptable et Fiscale organisé en alternance

### EPHEC Éducation
- Bachelier Accueil et Éducation du Jeune Enfant
- Master en Enseignement section 1 : pour enseigner de l’accueil à la 2 e primaire
- Master en Enseignement section 2 : pour enseigner de la 3e maternelle à la 6e primaire
- Master en Enseignement section 3 : pour enseigner de la 5e primaire à la 3e secondaire
  - Formation Artistique : Arts Plastiques et Éducation Culturelle et Artistique (ECA)
  - Français et Éducation Culturelle et Artistique (ECA)
  - Français et Français Langue Étrangère (FLE) et d’Apprentissage (FLA)
  - Français et Religion (catholique)
  - Langues Germaniques
  - Mathématiques et Formation Numérique
  - Sciences – Sciences humaines

### EPHEC Santé
- Bachelier Infirmier Responsable de Soins Généraux
- Bachelier de spécialisation en Santé Communautaire
- Bachelier de spécialisation interdisciplinaire en Radiothérapie
- Master en Sciences Infirmières

### EPHEC Tech
- Bachelier Automatisation
- Bachelier Électromécanique
- Bachelier Technologies de l’informatique
- Bachelier de spécialisation interdisciplinaire en Technologies de la Santé

## L’école de promotion sociale
L'EPHEC Promotion sociale organise des formations en cours du soir sur le site de Woluwe-Saint-Lambert :
- Bachelier en assurances
- Bachelier en gestion des ressources humaines
- Bachelier en informatique de gestion
- Bachelier en marketing
- Bachelier en comptabilité
- Brevet d'enseignement supérieur de conseiller en administration et gestion du personnel
- Formation en fiscalité
- Formation en assurances

## Formation continue
L'école de Formation continue de l'EPHEC propose des rendez-vous fiscaux, des formations hebdomadaires permanentes dédiées aux matières fiscales pour les professionnels tels que les comptables, les experts-comptables, les conseils fiscaux, les réviseurs, les avocats fiscalistes et les stagiaires. Elle organise annuellement un cycle de formations visant à assurer leur recyclage régulier. L'EPHEC propose également des webinaires et des formations courtes axées sur les problématiques de l'entreprise pour les personnes désirant mettre à jour leurs compétences complémentaires.

## Historique
L'École pratique des hautes études commerciales (EPHEC) a été fondée en 1969 par Serge Gasquard, avec l’idée de proposer des formations économiques davantage axées sur la pratique que celles dispensées à l’époque à l’université. L’année de sa fondation, l’école, hébergée par des bâtiments provisoires, compte 84 étudiants, répartis en deux sections : comptabilité et « distribution » (l’ancienne dénomination du bachelier en marketing).
En 1971, une école de promotion sociale vient se greffer à la nouvelle structure. Dans les années 1970, des baccalauréats en informatique de gestion et en administration et gestion du personnel sont créés, suivis dans la décennie à venir, par des cursus en fiscalité, commerce extérieur, droit, gestion des ressources humaines et assurances.
En 1991, l’EPHEC érige un nouveau bâtiment sur le campus de l’Alma à Woluwé-Saint-Lambert ; en 1995, l’UCLouvain lui accorde également un bail emphytéotique pour une extension à Louvain-la-Neuve. Cette même année, l’EPHEC intègre l’Institut Supérieur des Aumôniers du Travail (ISAT) situé à Schaerbeek, qui forme des bacheliers en électromécanique et automatisation.
Les années qui suivent voient la création de bacheliers en technologie de l’information, en e-business, et en business data analysis. Durant l'année académique 2019-2020, celle de ses 50 ans, l’EPHEC compte 14 formations, 6 500 étudiants, et 446 employés ; à cette date, l’école a diplômé plus de 21 000 étudiants.
À partir de l'année académique 2023-2024, l'EPHEC intègre les bacheliers de type court de la Haute Ecole Galilée, à savoir les formations en sciences infirmières (ISSIG), en sciences de l'éducation (ISPG), d'assistant de direction et de management du tourisme et des loisirs (ECSEDI-ISALT).